# K's denki Stadium
Das K's denki Stadium (jap. ケーズデンキスタジアム水戸'), ehemals Mito Stadium, ist ein 1987 eröffnetes Fußballstadion mit Leichtathletikanlage in der japanischen Stadt Mito, Präfektur Ibaraki. Es ist die Heimspielstätte des Fußballvereins Mito Hollyhock, der momentan in der J2 League, der zweithöchsten Liga des Landes, spielt. Die Anlage hat ein Fassungsvermögen von 12.000 Personen.
2009 wurde das Stadion aus Sponsorengründen von Mito Stadium in K's denki Stadium umbenannt.